# Nicolas Baudin
Pour les articles homonymes, voir Baudin.
Nicolas Thomas Baudin, né le 17 février 1754 à Saint-Martin-de-Ré et mort le 16 septembre 1803 à l'Île Maurice (nommée « Île de France » à l'époque) est un marin, capitaine, cartographe et explorateur français.

## Biographie

### Premières traversées
Il naît dans la famille d'un marchand bien établi. Il s'engage en 1769 dans la marine marchande de son oncle Jean Peltier Dudoyer, et en 1774 comme cadet à la Compagnie des Indes orientales. Il est sous-officier en 1776 au régiment de Pondichéry avec la fonction de fourrier. Deux ans plus tard, il sert aux Antilles pendant la guerre d'indépendance des États-Unis. Puis il navigue plusieurs années sur des navires armés par Peltier Dudoyer. C'est ainsi qu'il obtient le commandement d'une frégate civile l'Appolon chargée de transporter la Légion du Luxembourg pour soutenir les Hollandais au Cap de Bonne-Espérance. Mais arrivé au port de Brest, où il rejoint les vaisseaux chargés d'accompagner le convoi, le comte d'Hector commandant de la forteresse de Brest, lui retire le commandement au profit d'un officier de la Compagnie des Indes. Ce favoritisme de naissance provoque donc son amertume et le confirme dans la marine marchande. Il est capitaine en 1785 de la Caroline qui transporte les derniers Acadiens de Nantes à La Nouvelle-Orléans. Des négociants en bois de La Nouvelle-Orléans signent un contrat avec lui pour transporter une cargaison de bois, de viande salée, etc. à bord de la Joséphine qui appareille le 14 juillet 1786 à destination de l'Isle de France, où il arrive le 27 mars 1787. Entre-temps, la Joséphine s'arrête à Cap Français en Haïti, où Baudin rencontre le botaniste autrichien Franz Josef Maerter qui l'informe qu'un autre botaniste autrichien, Franz Boos, attend au cap de Bonne-Espérance un bateau pour l'emmener à l'île de France. La Joséphine en arrivant au Cap le prend donc à bord et l'emmène à bon port. Après quelque temps à l'île de France, Boos charge Baudin de ses collections de spécimens de flore du Cap et de l'île de France qu'il lui confie pour les rapporter en Europe à son retour. Baudin prend la précieuse collection à bord et arrive au port de Trieste (à l'époque port autrichien), le 18 juin 1788. Baudin apprend ainsi la botanique et les techniques de maintien en vie des plantes et des animaux à bord.

### Mission autrichienne
Le gouvernement impérial autrichien a l'intention d'organiser alors une expédition maritime de sciences naturelles dont Boos serait le responsable. Cette expédition devait être conduite à bord de deux navires à destination des côtes de Malabar et de Coromandel, du Bengale, de l'île de Ceylan, de Sumatra, Java, Bornéo, la Cochinchine, le Tonkin, la Chine et le Japon. Baudin a toutes les raisons de penser qu'il serait le commandant de cette expédition,.
Il part donc à bord de la Jardinière de Trieste à destination de Canton via l'île de France (île Maurice aujourd'hui). Le navire navigue sous pavillon américain pour éviter d'être saisi par les Chinois en raison de dettes dues par la Compagnie impériale asiatique de Trieste. Arrivé à destination, Baudin envoie son second commander la Jardinière jusqu'aux côtes nord-américaines pour un commerce de fourrures, mais le navire coule devant l'île Asuncion à la fin de l'année 1789,,. Baudin se rend donc à l'île de France pour trouver un bâtiment de remplacement, la Jardinière II, mais le navire est détruit par un cyclone tropical qui frappe Port-Louis, le 15 décembre 1789. Il embarque donc à bord d'un bâtiment espagnol de la Compagnie royale des Philippines à destination de Cadix, le Placeres et quitte Port-Louis en août 1790. Au passage, il s'arrête au Cap pour prendre à bord la collection du botaniste autrichien, Georg Scholl (adjoint de Booz), qu'il doit livrer au palais de Schönbrunn. Cependant l'état déplorable du navire oblige à s'arrêter à l'île de la Trinité, où la collection est déchargée, et Baudin continue sa route sur un autre bateau vers la Martinique. Il envoie des courriers à Vienne pour proposer ses services, un règlement de la dette vis-à-vis des marchands chinois, et le transport du reste de la collection de Scholl, puis plaide sa cause lui-même à Vienne en septembre 1791, pour l'organisation d'une expédition en Extrême-Orient sous drapeau impérial autrichien. La cour de Schönbrunn lui octroie finalement le titre de capitaine de la Marine impériale en janvier 1792. Deux botanistes sont choisis, Franz Bredemeyer et Joseph van der Schot, un navire est armé et baptisé également du nom de la Jardinière.
Entre-temps le trône de France s'est écroulé. La nouvelle République est en guerre contre l'Autriche, ce qui cause des retards dans l'organisation de l'expédition. La Jardinière part enfin de Malaga, le 1er octobre 1792,. Elle franchit le cap de Bonne-Espérance et se dirige vers la Nouvelle-Hollande ; mais deux cyclones consécutifs empêchent la mission d'effectuer toute étude véritable, et le navire doit se mettre sur cale à Bombay pour réparations. L'expédition repart ensuite vers le golfe Persique, la côte orientale africaine, la mer Rouge, où des spécimens de flore et de faune sont collectés.
La campagne scientifique prend fin brutalement en juin 1794 lorsqu'une tempête éclate à la baie de la Table. Baudin survit à la catastrophe et rentre en France via les États-Unis, après avoir pu décharger la cargaison de la Jardinière à l'île de la Trinité. Il tente alors sans succès d'intégrer la marine de guerre française.
Il rencontre à Paris Jussieu en mars 1796 et lui suggère d'organiser pour le compte du Muséum national d'histoire naturelle une expédition aux Antilles et aux Caraïbes pour rapporter des plantes, des oiseaux et des insectes et de rapporter le reste de la collection laissée à la Trinité (Trinidad). La proposition est acceptée par le gouvernement français qui y voit ses intérêts face à la puissance navale britannique et qui prend en compte l'expérience du capitaine Baudin.

### Le Voyage aux Antilles (1796-1798)
Baudin est nommé commandant en chef de l'expédition à bord de la Belle-Angélique qui appareille du Havre le 30 septembre 1796 pour les Canaries, avec un botaniste, Ledru, un jardinier, Riedlé, et deux zoologistes, Maugé et son adjoint, Levillain.
Cependant la Belle-Angélique est jugée incapable de poursuivre et un nouveau navire, la Fanny, la remplace en partant des Canaries. L'expédition atteint l'île de la Trinité en avril 1797. L'île vient juste d'être prise par les Britanniques qui en chassent les Espagnols et les nouvelles autorités interdisent à Baudin de charger la collection botanique qu'il avait laissée trois ans plus tôt. La Fanny appareille donc pour Saint-Thomas et Sainte-Croix, puis visite Porto Rico. Des collections de flore et de faune sont rassemblées. À Sainte-Croix, la Fanny est remplacée par un nouveau navire plus maniable qui est rebaptisé la Belle-Angélique. L'expédition continue vers les Antilles. Elle est de retour en France en juin 1798.

### Le retour en France (1798)
Les 27 et 28 juillet 1798, avec ses chars chargés de plantes exotiques qu'il vient de ramener, il se joint au cortège de la célébration de la fête de la Liberté et des conquêtes des sciences et des arts où l'on exhibe les œuvres d'art ramenées d'Italie par Napoléon. Le même jour, sur son intervention, son cousin Marie-Etienne Peltier reçoit une lettre de Bruix le nommant commandant du Corsaire de Bayonne Virginie. Nicolas Baudin, sur le rapport du ministre de la Marine au Directoire, est réintégré dans la marine de guerre le 4 août 1798, avec le grade de capitaine de Vaisseau. Il est chef d'état-major de l'amiral Bruix, qui sur le vaisseau L'Océan commande l'escadre chargée de ravitailler Gênes.

### Le Voyage aux Terres Australes (1800-1803)

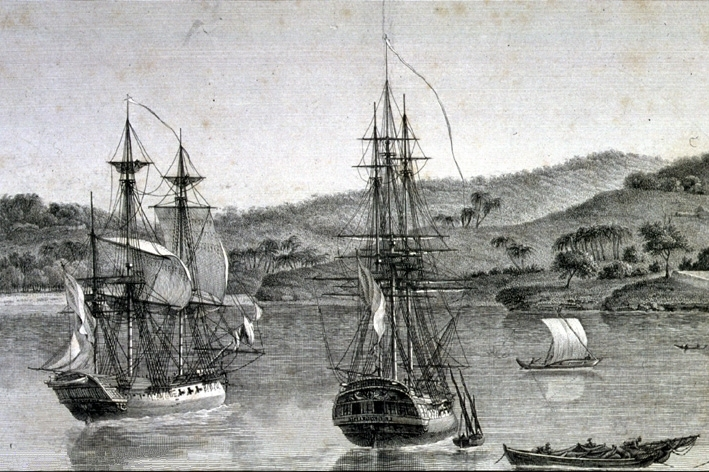
Le Géographe et Le Naturaliste.

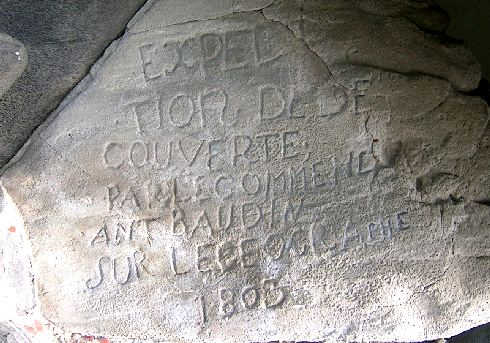
Île Kangaroo, baie de Penneshaw : inscription gravée en 1803 par un des marins de la corvette Le Géographe rendant hommage à Nicolas Baudin.

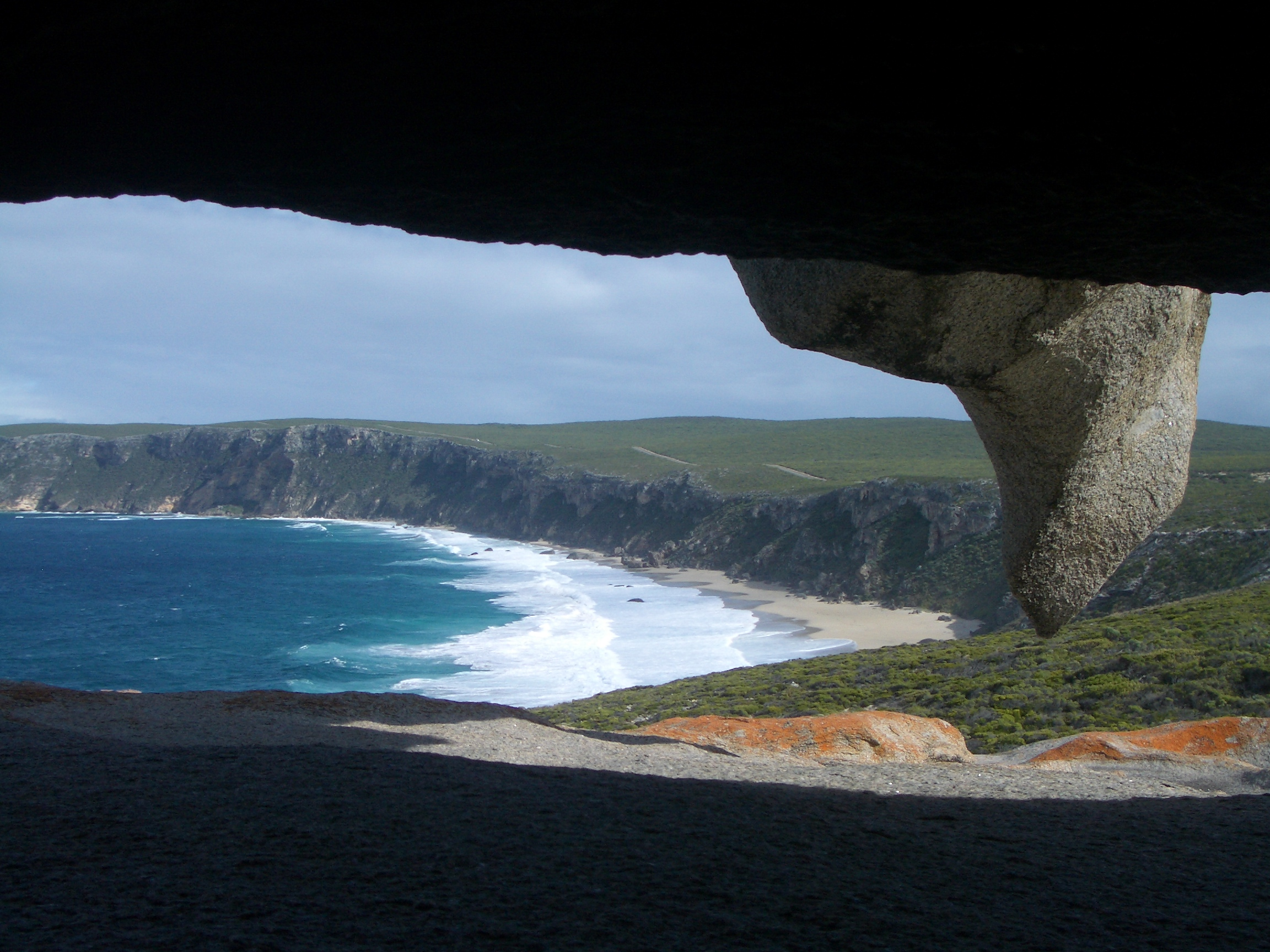
Baie de Remarkable Rocks, Île Kangaroo.

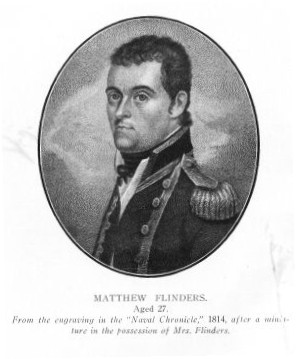
Le capitaine Matthew Flinders, concurrent de Nicolas Baudin. L’expédition de Flinders et Grant dressait le relevé complet des côtes de la future Australie. Les Britanniques craignaient que les Français établissent un comptoir.

En octobre 1800, il est sélectionné, après avoir de nouveau sollicité les autorités et obtenu une audience en mars du Premier Consul, pour commander une expédition sur les côtes de l'Australie avec deux navires, Le Géographe et Le Naturaliste, pour vingt-deux savants, dessinateurs et jardiniers, dont neuf zoologistes et botanistes, y compris Jean-Baptiste Leschenault de La Tour. La moitié quitte l'expédition à l'escale de l'île de France, en mars-avril 1801. D'autres meurent de dysenterie au cours du voyage qui se poursuit, comme Maugé, Levillain, ou Riedlé, et d'autres enfin sont débarqués pour cause de maladie, comme Leschenault en juin 1803.
Un grand nombre d'officiers sont jeunes et des coteries s'organisent. Baudin n'apprécie pas l'orgueil aristocratique de certains. Il débarque plus tard son second (Le Bas de Sainte-Croix) à Timor après un duel.
Nicolas Baudin atteint la Nouvelle-Hollande (Australie) en mai 1801. Si la moisson de plantes est abondante, les kangourous capturés meurent et des marins ont le scorbut. En avril 1802, il rencontre Matthew Flinders près de l’île Kangaroo, dessinant également la zone maritime, à la baie de la rencontre Encounter Bay. Il fait escale à la colonie britannique de Port Jackson le 27 juin 1802 jusqu'en novembre, pour son ravitaillement. La Casuariana commandée par Louis de Freycinet les rejoint. Puis, l'expédition de Baudin reste un mois en Tasmanie (appelée alors Terre de Diémen) avant d'aller vers le nord à Timor.
L'expédition devait donner une forme cartographique à une grande partie de cette terre demeurée jusque-là méconnue. Aujourd'hui encore, beaucoup d'endroits, sur les côtes australiennes, portent le nom dont Baudin et son intrépide équipage les avaient baptisés. L'expédition s'est révélée être également l'un des plus grands voyages scientifiques de tous les temps : le Naturaliste rentre au Havre en juin 1803 et le Géographe à Lorient le 21 mars 1804, rapportant des dizaines de milliers de spécimens de plantes inconnues, 2 500 échantillons de minéraux, 12 cartons de notes, observations et carnets de voyages, 1 500 esquisses et peintures. Ces descriptions importantes pour les naturalistes et les ethnologues s'accompagnent de cartes géographiques de presque toute la partie sud et ouest de l'Australie ainsi que de la Tasmanie.
Pourtant, le capitaine Baudin avait adopté des pratiques curieuses comme de vendre, pour son propre compte, ce qu'il pouvait lors des escales comme des provisions, du matériel médical, des équipements scientifiques et des produits chimiques.
L'expédition, dont l'aspect sanitaire avait été préparé à Paris par Keraudren, premier médecin de la Marine, coûta la vie à de nombreux explorateurs, ainsi Nicolas Baudin lui-même qui mourut de tuberculose le 16 septembre 1803 à l'île de France (Île Maurice) sur le chemin du retour. Il choisit son oncle Louis Peltier comme exécuteur testamentaire et lègue son Neptune Oriental à son frère Augustin, navigateur également, Le Géographe était arrivé le 19 thermidor (7 août) à l'île de France. Nicolas Baudin rend l'âme dans la maison de Mme Kérivel où il était soigné et est enterré le lendemain avec les honneurs dus à son rang. Il meurt peu regretté de ses officiers d'état-major.

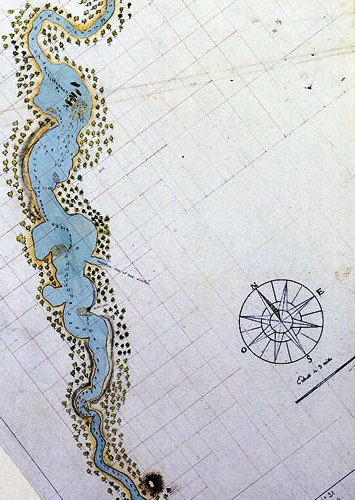
Première carte de la Swan River dessinée par François-Antoine Boniface Heirisson du Naturaliste, 17-22 juin 1801.
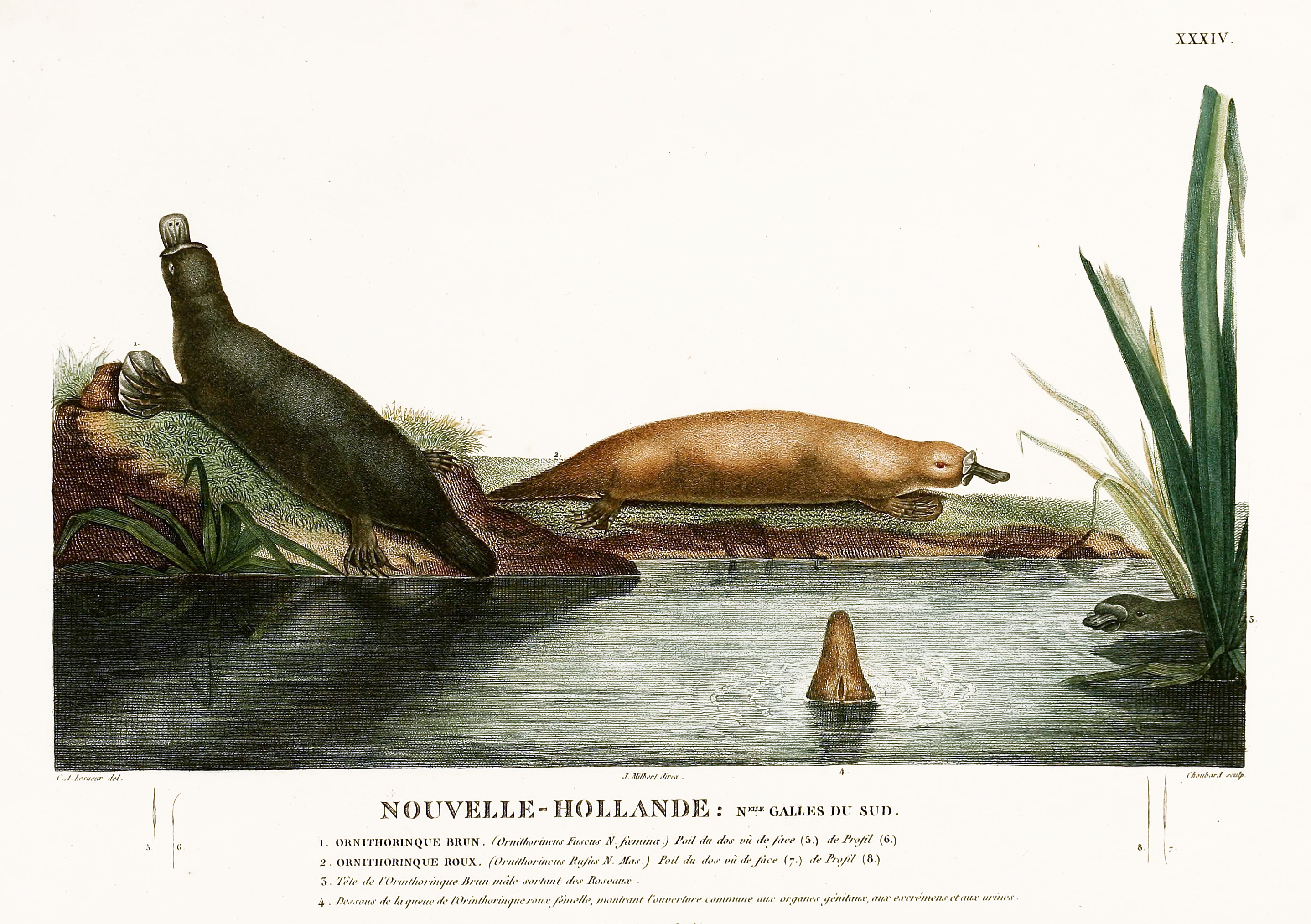
Ornithorynques dessinés par un membre de l'expédition Baudin.
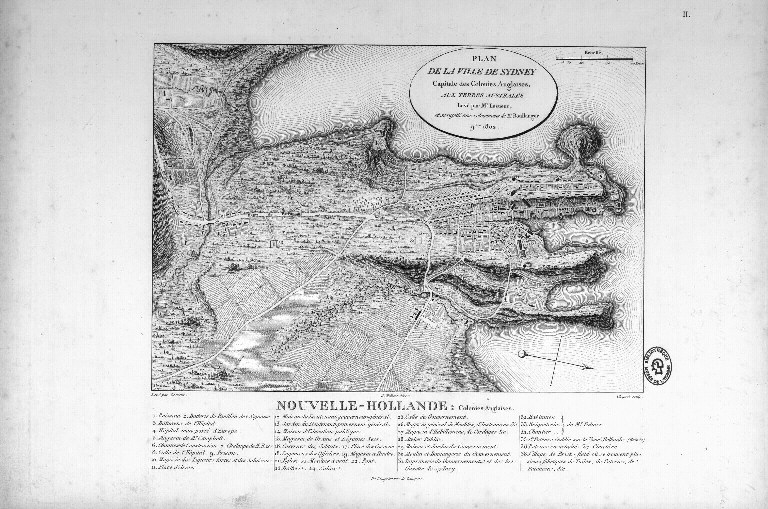
Plan de Sydney dans l'atlas du Voyage de découvertes aux terres australes par Lesueur, 1811.
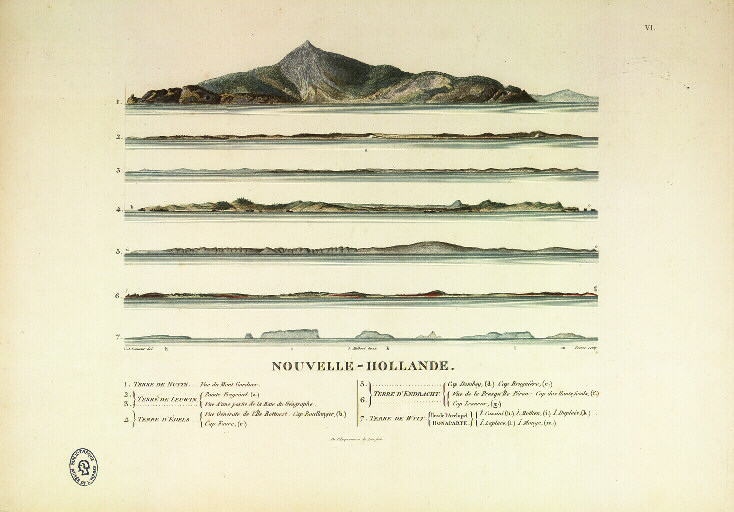
Les côtes de la Nouvelle-Hollande dans l'atlas du Voyage de découvertes aux terres australes par Lesueur et Petit.

## La présumée imposturepost-mortemde Péron et Freycinet
Les exploits de Baudin restèrent largement méconnus, sauf chez les historiens australiens. Quelques historiens attribuent ce fait au silence de Péron et de Freycinet qui s'approprient ses découvertes et ne citent pas son nom.
Le fait certain est que, comme tous les voyages d'exploration et recherche, le résultat est une collection de cahiers, de spécimens, de cartes auxquels les différents participants ont contribué. Freycinet a d'abord édité la cartographie et l'hydrographie en 1812, Péron a édité le premier volume et Freycinet complété le deuxième, le travail des deux a été fait en réorganisant tous les cahiers. Pourquoi et comment ont-ils réussi à ne jamais citer le chef de l’expédition ? La personnalité de Baudin a pu provoquer des dissensions entre les participants : pour n'avoir pas respecté des rendez-vous ; pour avoir eu des pratiques douteuses de vente des biens de l’expédition pour son propre profit.
Un fait est certain, les résultats scientifiques n'ont pas eu la diffusion souhaitable ; problème qui se posa à d'autres voyages de circumnavigation qui ont suivi.
En 1807, l'Imprimerie impériale publie le premier volume du récit de ce Voyage aux Terres australes rédigé par François Péron, ainsi qu'un magnifique atlas de quarante gravures d'après les dessins de Petit et Lesueur. La mort de Péron retarde la parution du deuxième volume (1816). En 1824, une deuxième édition présentera un atlas plus complet de soixante planches.

## En l'an 2000
En 2000, Jacqueline Bonnemains, conservatrice du Muséum d'histoire naturelle du Havre, a publié le journal personnel de bord du commandant Baudin pour l'expédition de 1800-1803 et l'Imprimerie nationale en a assuré l'impression et la diffusion sous le titre Mon Voyage aux Terres Australes.
Une maquette du Géographe a été réalisée par un arrière-petit neveu de Nicolas Baudin, Pierre Rivaille, notamment à partir de la description du navire fournie dans le journal personnel de bord du commandant Baudin et de la gravure en en-tête du papier à lettres de l'expédition - aujourd'hui exposée au Musée Ernest Cognac de Saint-Martin-de-Ré.
Une association Les Amis de Nicolas Baudin a été créée par Martine Marin et publie un bulletin trimestriel La Lettre des Amis de Nicolas Baudin. Martine Marin a réalisé la traduction du livre de Frank Horner The French Reconnaissance, Baudin in Australia (1801-1803) parue en 2006 aux éditions L'Harmattan sous le titre La reconnaissance française, l'expédition Baudin en Australie (1801-1803).

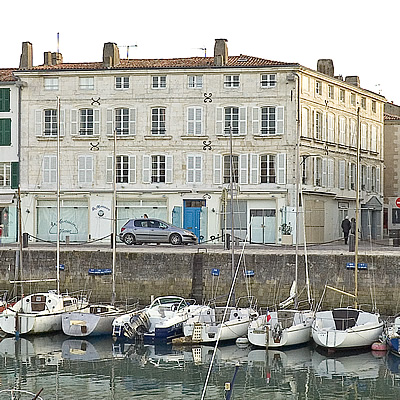
Maison familiale de Nicolas Baudin sur le port de Saint-Martin-de-Ré, Île de Ré.
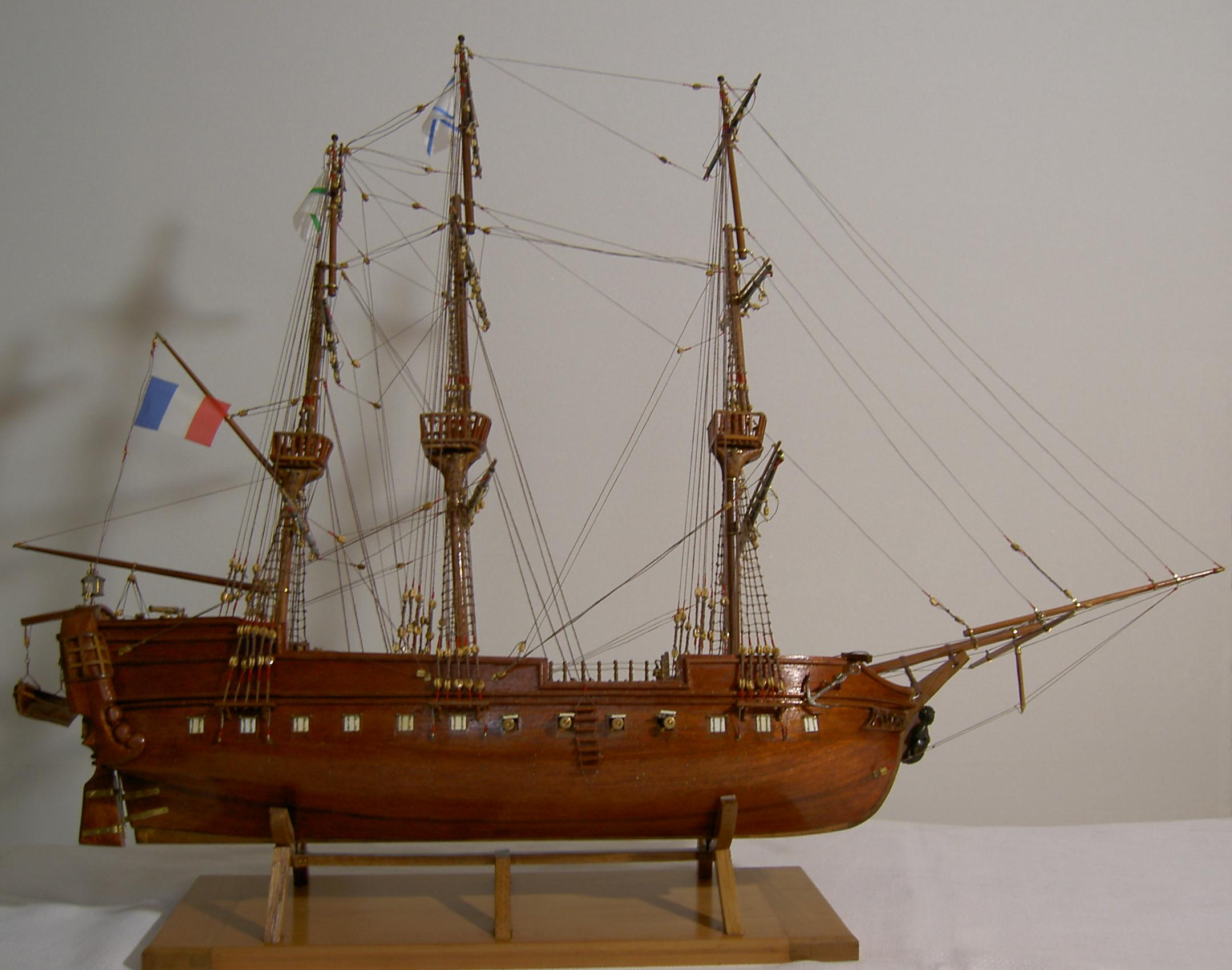
La maquette de la corvette Le Géographe réalisée par un arrière-petit neveu de Nicolas Baudin.
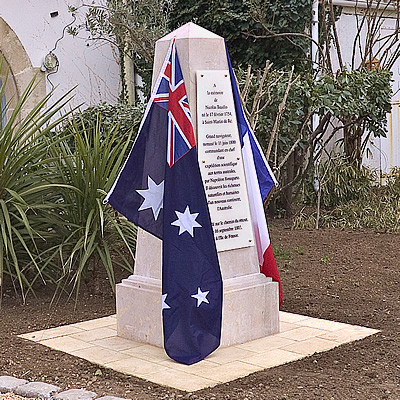
Monument à Nicolas Baudin sur l'îlot du port de Saint-Martin-de-Ré, Île de Ré.
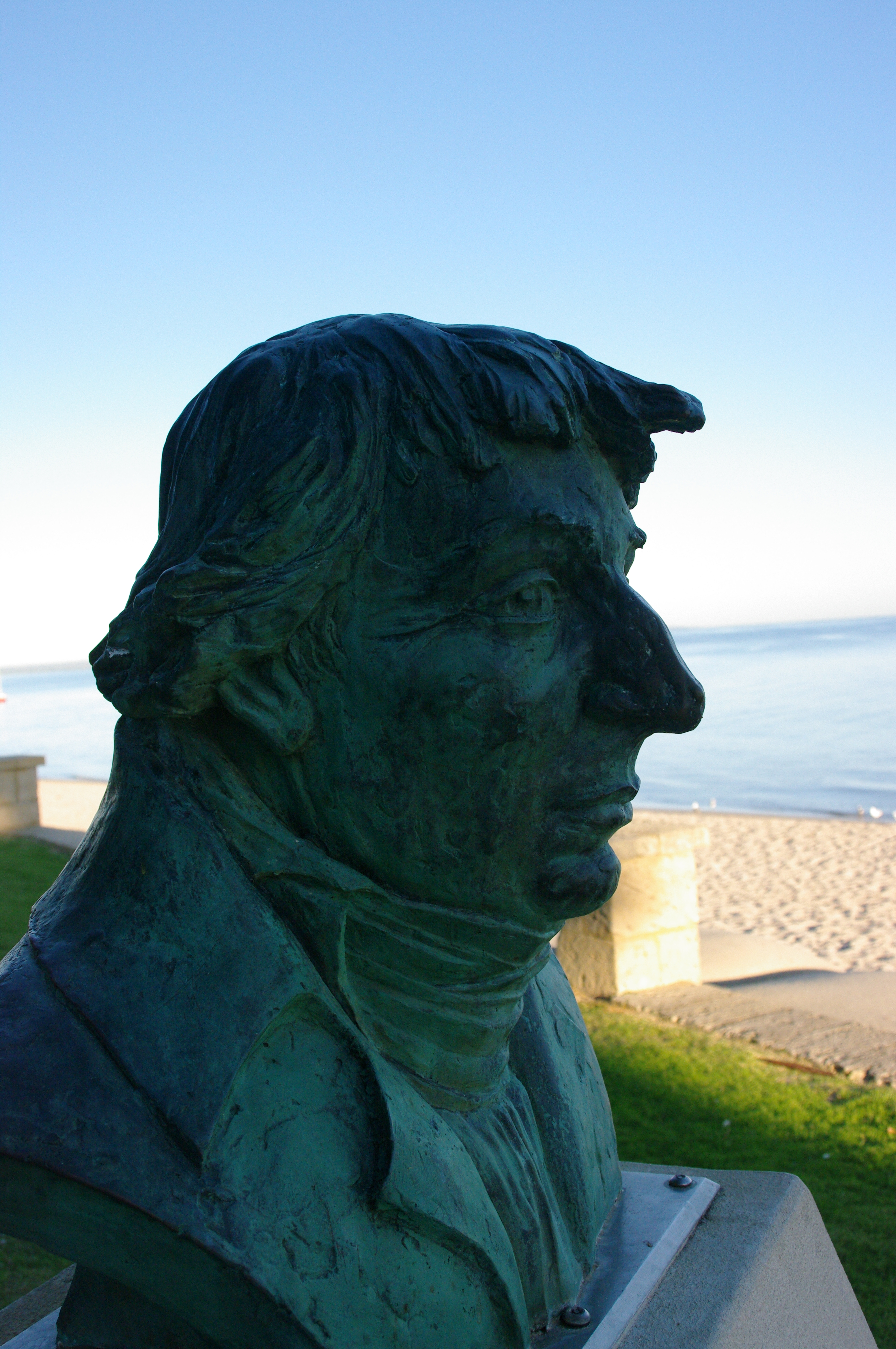
Monument à Nicolas Baudin à Busselton, baie du Géographe, Australie occidentale.
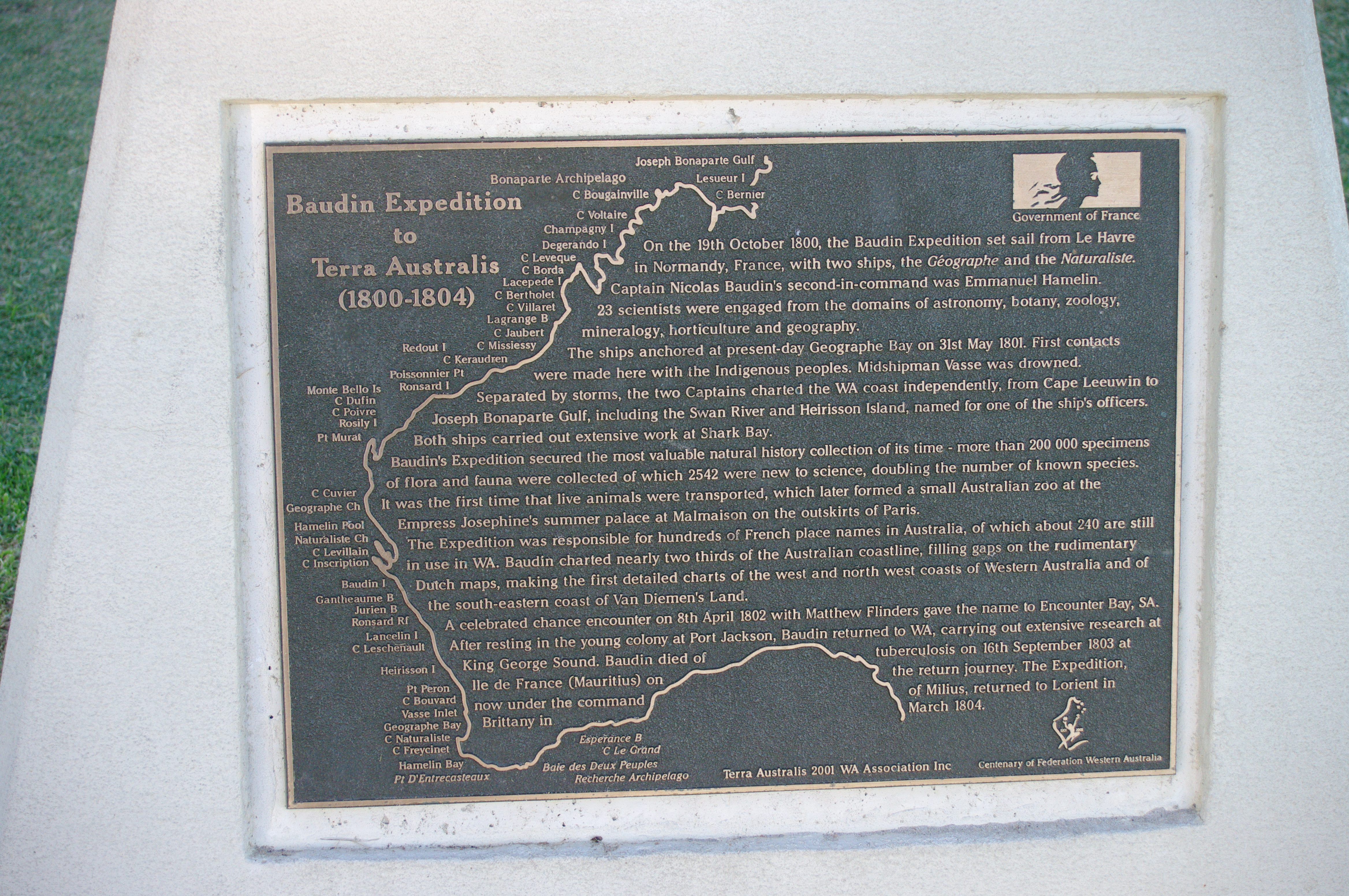
Plaque commémorative accompagnant le Monument à Nicolas Baudin à Busselton, Australie occidentale.
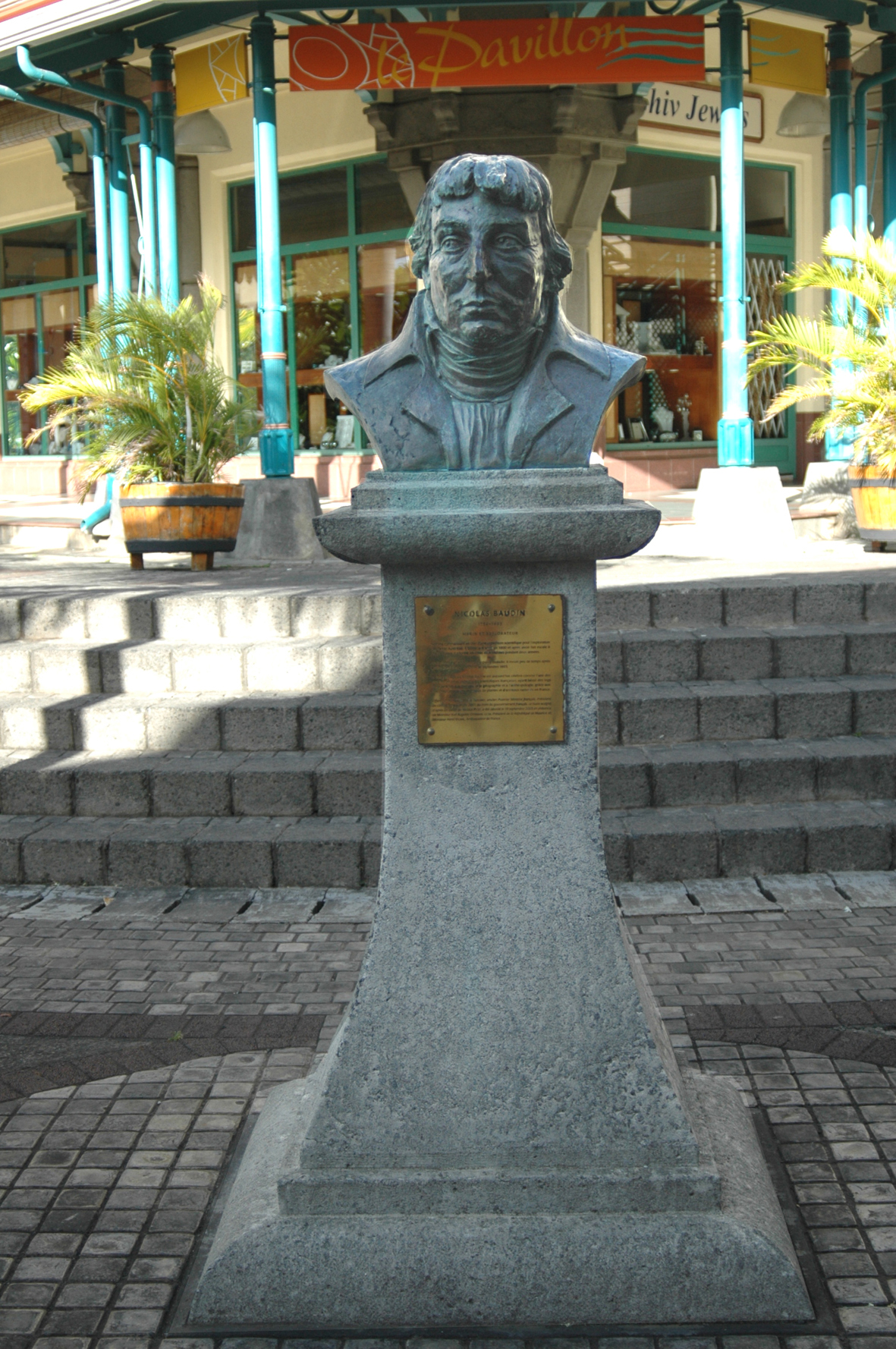
Statue de Nicolas Baudin au Waterfront, Port-Louis, Ile Maurice
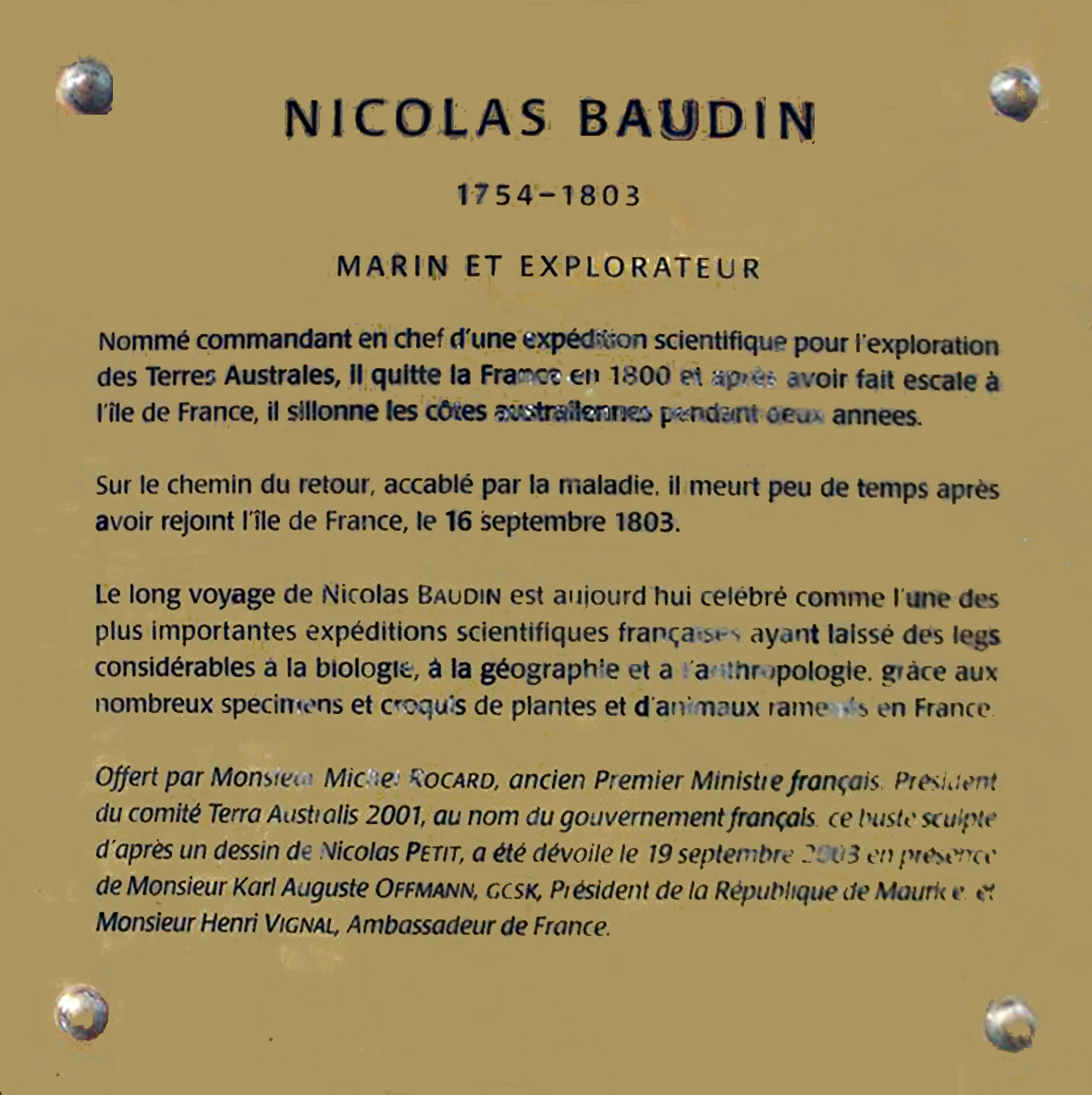
Plaque sous son buste au Waterfront

### Sources et bibliographie
- Nicolas Baudin, Voyage aux Antilles de La Belle Angélique, édition établie et commentée par Michel Jangoux, préface du contre-amiral Georges Prud'homme, Paris, PUPS, coll. « Imago mundi-Textes », 2009.
- L'Ambigu, 9 articles mentionnent son expédition à la découverte des côtes australiennes de 1804 à 1811, des volumes 4 à 31; journal édité à Londres, propriété de Jean-Gabriel Peltier.
- Jacqueline Bonnemains, « Les artistes du ‘Voyage de Découvertes aux Terres Australes’ (1800-1804) : Charles-Alexandre Lesueur et Nicolas-Martin Petit », Bulletin trimestriel de la Société géologique de Normandie et des Amis du Muséum du Havre, 76 (1), 1989, p. 11-55.
- (en) David M. Damkaer, The copepodologist's cabinet : a biographical and bibliographical history [Premier volume : Aristotle to Alexander von Nordmann : (330 B.C. à A.D. 1832)], American Philosophical Society (Philadelphie), collection « Memoirs of the American Philosophical Society held at Philadelphia for promoting useful knowledge », 2002, XIX + 300 p.  (ISBN 0-87169-240-6)
- Muriel Proust de la Gironière, Nicolas Baudin. Marin et explorateur ou le mirage de l'Australie, Éditions du Gerfaut, 1992 et 2002  (ISBN 2-914622-13-9).
- Jacqueline Goy, Les méduses de François Péron et Charles Lesueur. Un nouveau regard sur l'expédition Baudin, Cths, collection « Mémoires de la Section d'histoire des sciences et des techniques », 1995  (ISBN 273550302X).
- Benoît Van Reeth, Nicolas Baudin et le voyage aux Terres australes, positions des thèses de l'École nationale des chartes, École des chartes, 1984.
- Michel Jangoux, Portés par l'air du temps: les voyages du capitaine Baudin, Bruxelles, Éditions de l'Université de Bruxelles, 2010.
- Nicolas Baudin (préf. Michel Rocard, texte établi par Jacqueline Bonnemains avec la collaboration de Jean-Marc Argentin et Martine Marin), Mon voyage aux terres australes : journal personnel du commandant Baudin illustré par Lesueur et Petit, Paris, Imprimerie nationale éditions, 2000, 467 p. (ISBN 2-7433-0384-0 et 9782743303846, OCLC 222130780, présentation en ligne, lire en ligne), (dont 95 planches couleurs)
- Jean-Paul Faivre, L'Expansion française dans le Pacifique, de 1800 à 1842, Paris, Nouvelles éditions latines, 1954, 551 p.
- Georges Rigondet, « François Péron (1775-1810) et l'expédition du Commandant Nicolas Baudin. Les Français à La Découverte de l'Australie », Cahiers bourbonnais, décembre 2002.
- Le Magasin utile, no 15 (?), 1853, p. 455 et 456.
- Tugdual de Langlais, Jean Peltier Dudoyer, l'armateur préféré de Beaumarchais, de Nantes à l'Isle de France, Éd. Coiffard, 2015, 340 p.  (ISBN 9782919339280)
- Philippe Valode, Les grands explorateurs français de Jacques Cartier à nos jours, L'Archipel, 2008, p.89-91  (ISBN 978-2-8098-0108-8)
- (en) « The Baudin Expedition 1800-1804 », Australian Journal of French Studies, vol. XLI, no 2, 2004
- Michel Jangoux, Le voyage aux Terres australes du commandant Nicolas Baudin, Paris, Pups, 2013.
- Tugdual de Langlais, Marie-Étienne Peltier Capitaine corsaire de la République, Nantes, Coiffard, 2017. 26 pages.  (ISBN 9 782919 339471).
- Dictionnaire de Biographie Mauricienne (DBM) de la Société de l'Histoire de l'Ile Maurice, Biographie de N. Baudin, d'Auguste Toussaint, Curepipe, 1943, no 10, p. 292.
- Sophie Muffat, Nicolas Baudin, Un marin naturaliste au service du consulat, Editions Memoring, 2023, 141 p.  (ISBN 979-10-93661-39-1)
- Jean Fornasiero, Peter Monteath, John West-Sooby, Encountering Terra Australis: the Australian voyages of Nicholas Baudin and Matthew Flinders, Wakefield Press, 16 Rose Street, Mile End, Adelaïde, South Australia 5031, Australia, 2004  (ISBN 1-86254-625-8)
- Jean Fornasiero et John West-Sooby, Voyages et déplacements des savoirs. Les expéditions de Nicolas Baudin entre Révolution et Empire, Annales historiques de la Révolution française, 2016/3 n° 385, Pages 23 à 46, Armand Colin éditeur